# اینلو
انیلو روستایی است که در استان اردبیل، شهرستان اردبیل، بخش هیر، دهستان فولادلوی جنوبی (پولادلی) در ۳۰ کیلومتری اردبیل واقع شده.همجوار وهم مرز باروستای ترکده وسایر روستاهای شهر کوثر می‌باشد.

## جمعیّت
بر اساس سرشماری سال۱۳۹۲جمعیّت این روستا ۲۵۵ نفر با ۷۰ خانوار بوده‌است.